# Allium daghestanicum
Allium daghestanicum är en amaryllisväxtart som beskrevs av Aleksandr Alfonsovitj Grossgejm. Allium daghestanicum ingår i släktet lökar, och familjen amaryllisväxter. Inga underarter finns listade i Catalogue of Life.